# J1 League
J. League Division 1 (日本プロサッカーリーグ) este o competiție asiatică de fotbal din Japonia. Ea a fost fondată în 1992. Cea mai titrată echipă este Kashima Antlers.

## Campionii
| Anul | Câștigătorul        |
| ---- | ------------------- |
| 1993 | Verdy Kawasaki      |
| 1994 | Verdy Kawasaki      |
| 1995 | Yokohama Marinos    |
| 1996 | Kashima Antlers     |
| 1997 | Júbilo Iwata        |
| 1998 | Kashima Antlers     |
| 1999 | Júbilo Iwata        |
| 2000 | Kashima Antlers     |
| 2001 | Kashima Antlers     |
| 2002 | Júbilo Iwata        |
| 2003 | Yokohama F. Marinos |
| 2004 | Yokohama F. Marinos |
| 2005 | Gamba Osaka         |
| 2006 | Urawa Red Diamonds  |
| 2007 | Kashima Antlers     |
| 2008 | Kashima Antlers     |
| 2009 | Kashima Antlers     |
| 2010 | Nagoya Grampus      |
| 2011 | Kashiwa Reysol      |
| 2012 | Sanfrecce Hiroshima |
| 2013 | Sanfrecce Hiroshima |
| 2014 | Gamba Osaka         |
| 2015 | Sanfrecce Hiroshima |
| 2016 | Kashima Antlers     |
| 2017 | Kawasaki Frontale   |
| 2018 | Kawasaki Frontale   |
| 2019 | Yokohama F. Marinos |

#### Palmares pe echipe
| #  | Echipă              | Campioană | Vice-campioană | Sezoanele în care a devenit campioană          | Sezoanele în care a devenit vice-campioană |
| -- | ------------------- | --------- | -------------- | ---------------------------------------------- | ------------------------------------------ |
| 1  | Kashima Antlers     | 8         | 3              | 1996, 1998, 2000, 2001, 2007, 2008, 2009, 2016 | 1993, 1997, 2017                           |
| 2  | Yokohama F. Marinos | 4         | 3              | 1995, 2003, 2004, 2019                         | 2000, 2002, 2013                           |
| 3  | Júbilo Iwata        | 3         | 3              | 1997, 1999, 2002                               | 1998, 2001, 2003                           |
| 4  | Sanfrecce Hiroshima | 3         | 2              | 2012, 2013, 2015                               | 1994,2018                                  |
| 5  | Kawasaki Frontale   | 2         | 3              | 2017, 2018                                     | 2006, 2008, 2009                           |
| 6  | Gamba Osaka         | 2         | 2              | 2005, 2014                                     | 2010, 2015                                 |
| 7  | Tokyo Verdy         | 2         | 1              | 1993, 1994                                     | 1995                                       |
| 8  | Urawa Red Diamonds  | 1         | 5              | 2006                                           | 2004, 2005, 2007                           |
| 9  | Nagoya Grampus      | 1         | 2              | 2010                                           | 1996, 2011                                 |
| 10 | Kashiwa Reysol      | 1         | 0              | 2011                                           |                                            |
| 11 | Shimizu S-Pulse     | 0         | 1              |                                                | 1999                                       |
| 11 | Vegalta Sendai      | 0         | 1              |                                                | 2012                                       |
| 11 | FC Tokyo            | 0         | 1              |                                                | 2019                                       |

## Cluburi în 2019
| Club                       | Oraș                 | Stadion                                   | Capacitate    | Ultimul sezon |
| -------------------------- | -------------------- | ----------------------------------------- | ------------- | ------------- |
| Hokkaido Consadole Sapporo | Hokkaido             | Sapporo Dome                              | 41,484        | J1 (4º)       |
| Vegalta Sendai             | Prefectura Miyagi    | Yurtec Stadium Sendai                     | 19,694        | J1 (11º)      |
| Kashima Antlers            | Prefectura Ibaraki   | Kashima Soccer Stadium                    | 40,728        | J1 (3º)       |
| Urawa Red Diamonds         | Prefectura Saitama   | Saitama Stadium 2002                      | 63,700        | J1 (5º)       |
| FC Tokyo                   | Tokyo                | Ajinomoto Stadium                         | 49,970        | J1 (6º)       |
| Kawasaki Frontale          | Prefectura Kanagawa  | Todoroki Athletics Stadium                | 26,232        | J1 (Campion)  |
| Yokohama F. Marinos        | Prefectura Kanagawa  | Nissan Stadium Nippatsu Mitsuzawa Stadium | 72,327        | J1 (12º)      |
| Shonan Bellmare            | Prefectura Kanagawa  | Shonan BMW Stadium Hiratsuka              | 18,500        | J1 (13º)      |
| Shimizu S-Pulse            | Prefectura Shizuoka  | IAI Stadium Nihondaira                    | 20,339        | J1 (8º)       |
| Júbilo Iwata               | Prefectura Shizuoka  | Yamaha Stadium                            | 15,165        | J1 (16º)      |
| Nagoya Grampus             | Prefectura Aichi     | Paloma Mizuho Stadium Toyota Stadium      | 27,001 45,000 | J1 (15º)      |
| Gamba Osaka                | Prefectura Osaka     | Panasonic Stadium Suita                   | 39,694        | J1 (9º)       |
| Cerezo Osaka               | Prefectura Osaka     | Yanmar Stadium Nagai Kincho Stadium       | 18,007 47,853 | J1 (7º)       |
| Vissel Kobe                | Prefectura Hyōgo     | Noevir Stadium Kobe                       | 30,134        | J1 (10º)      |
| Sanfrecce Hiroshima        | Prefectura Hiroshima | Edion Stadium Hiroshima                   | 36,894        | J1 (2º)       |
| Sagan Tosu                 | Prefectura Saga      | Best Amenity Stadium                      | 24,130        | J1 (14º)      |
| Matsumoto Yamaga           | Prefectura Nagano    | Sunpro Alwin                              | 20,396        | J2 (Campioni) |
| Oita Trinita               | Prefectura Ōita      | Ōita Bank Dome                            | 31,997        | J2 (2º)       |

- Fundalul roz denotă cluburile care au promovat cel mai recent din J.League Division 2.

## Stadioane
Stadioane folosite în J. League:
| Yokohama F. Marinos                | Gamba Osaka               | Nagoya Grampus                         | Kashima Antlers                | Shimizu S-Pulse                | Júbilo Iwata                    |
| ---------------------------------- | ------------------------- | -------------------------------------- | ------------------------------ | ------------------------------ | ------------------------------- |
| Stadionul Nissan                   | Stadionul Osaka Expo '70  | Stadionul Toyota                       | Stadionul Kashima              | Stadionul Sportiv Nihondaira   | Stadionul Yamaha                |
| Capacitate: 72.370                 | Capacitate: 23.000        | Capacitate: 45.000                     | Capacitate: 40.728             | Capacitate: 20.339             | Capacitate: 16.893              |
|                                    |                           |                                        |                                |                                |                                 |
| F.C. Tokyo                         | Urawa Red Diamonds        | Albirex Niigata                        | Kawasaki Frontale              | Omiya Ardija                   | Vissel Kobe                     |
| Stadionul Ajinomoto Stadium        | Stadionul Saitama Stadium | Stadionul Marii Lebede Tohoku Denryoku | Stadionul de Atletism Todoroki | Stadionul de fotbal Ōmiya Park | Stadionul Kobe                  |
| Capacitate: 50,000                 | Capacitate: 63,700        | Capacitate: 42,300                     | Capacitate: 25,000             | Capacitate: 15,500             | Capacitate: 30,132              |
|                                    |                           |                                        |                                |                                |                                 |
| Kyoto Sanga                        | Sanfrecce Hiroshima       | Montedio Yamagata                      | Vegalta Sendai                 | Cerezo Osaka                   | Shonan Bellmare                 |
| Stadionul de Atletism Nishikyogoku | Hiroshima Big Arch        | Stadionul Yamagata Park                | Stadionul Sendai Stadium       | Stadionul Nagai                | Stadionul de Atletism Hiratsuka |
| Capacitate: 20.242                 | Capacitate: 50.000        | Capacitate: 20.315                     | Capacitate: 19.694             | Capacitate: 50.000             | Capacitate: 18.500              |
|                                    |                           |                                        |                                |                                |                                 |

## Statistici

### Istoricul retrogradării
Sezonul 1998
Când liga a introdus sistemul cu două divizii în 1999, au redus și numărul de cluburi din Divizia 1 de la 18 la 16. La sfârșitul sezonului 1998, au găzduit Turneul de promovare J.League pentru a determina două cluburi retrogradând.
Un singur sezon (2021)
Nicio echipă nu a coborât la J2 după sezonul 2020 din cauza pandemiei de COVID-19 din Japonia și a efectelor acesteia. În schimb, au fost în vigoare patru retrogradări pentru sezonul 2021 pentru a aduce înapoi numărul de echipe de la 20 la 18.